# Бессокирное (Белопольский район)
Бессокирное (укр. Безсокирне) — село,
Горобовский сельский совет,
Белопольский район,
Сумская область,
Украина.
Код КОАТУУ — 5920682602. Население по переписи 2001 года составляет 57 человек .

## Географическое положение
Село Бессокирное находится на левом берегу реки Вир,
выше по течению на расстоянии в 3 км расположено село Виры,
ниже по течению на расстоянии в 1,5 км расположено село Заречное,
на противоположном берегу — село Горобовка.
Река в этом месте извилистая, образует лиманы, старицы и заболоченные озёра.
В 1,5 км расположены сёла Дудченки и Штановка.
Рядом проходит железная дорога, станция Ульяновка.